# Witeryk

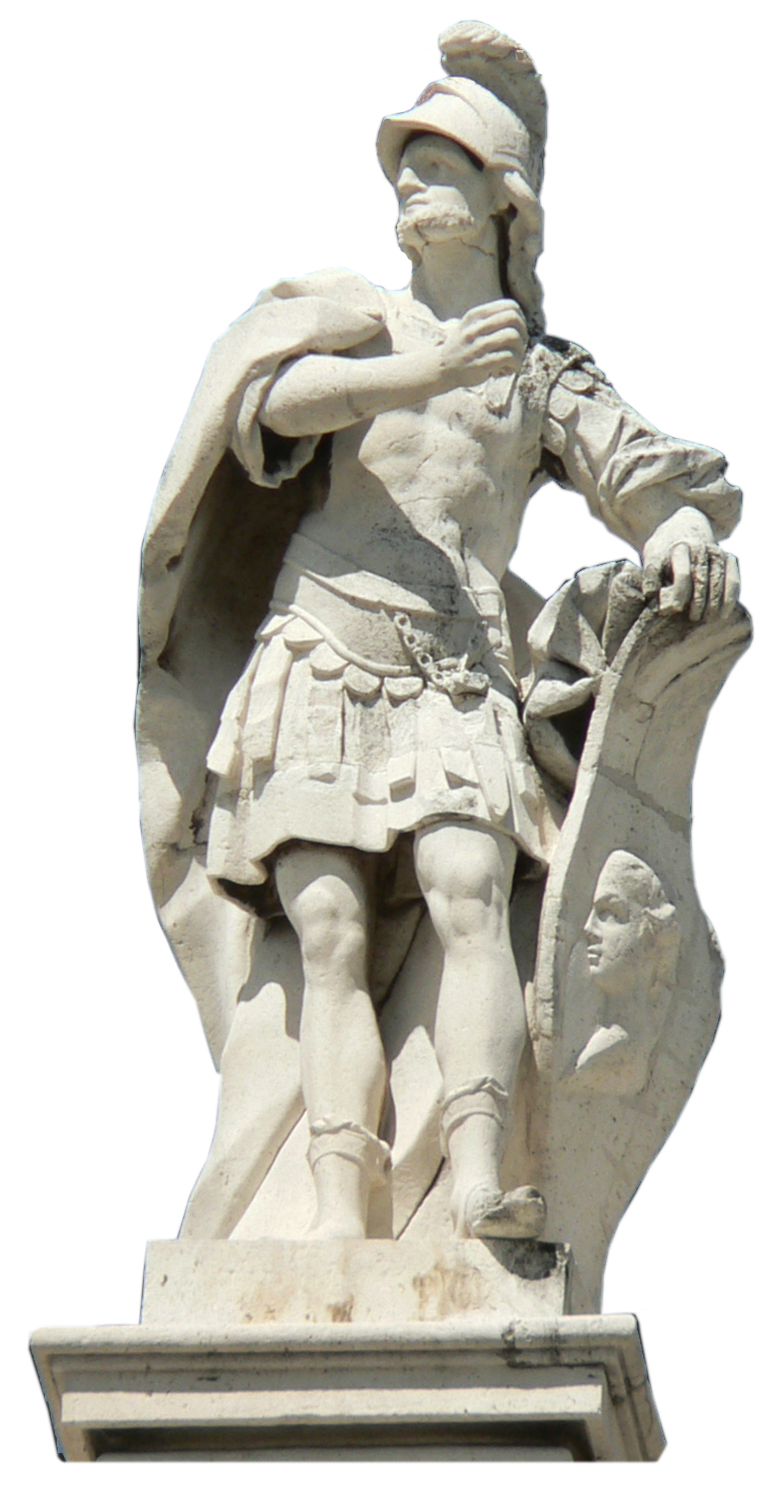
Statua Witeryka. Pałac Królewski w Madrycie.

Witeryk (zm. 610) – król Wizygotów w latach 603–610.
Witeryk doszedł do władzy, dzięki udanemu zamachowi na poprzedniego króla Liuwę II. Prawdopodobnym motywem spisku było odzyskanie wpływów i majątków utraconych za panowanie króla Rekkareda I. Z czasów panowania Witeryka znane są dwa fakty. Pierwszym z nich, wspomniany w Historia Gothorum, jest prowadzenie dalszych walk z Bizantyjczykami. Drugim zaś – incydent związany z zamążpójściem córki Witeryka, Ermenbergi. Otóż wizygocka królewna miała poślubić władcę wschodnich Franków – Teuderyka II. Ten jednak odesłał kandydatkę na żonę, wkrótce po jej przybyciu. Znieważony Witeryk zawiązał sojusz, skierowany przeciwko Teuderykowi, z Teudebertem II, władcą Burgundów i Agilulfem, władcą Longobardów. Przymierze to obowiązywało również za czasów panowania kolejnego, wizygockiego króla – Gundemara.